# Indianapolis Capitals
Indianapolis Capitals byl profesionální americký klub ledního hokeje, který sídlil v Indianapolisu ve státě Indiana. Své domácí zápasy Capitals hráli v Indiana Farmers Coliseum.
Mužstvo působilo v AHL v letech 1939–1952 a bylo farmou klubu NHL Detroit Red Wings. Dvakrát si vybojovalo Calderův pohár – v letech 1942 a 1950. Bylo teprve čtvrtým klubem historie AHL, který jej získal opakovaně.
Stejnojmenný celek hrál v 60. letech nižší profesionální CHL.

## Úspěchy klubu
- Vítěz AHL – 2x (1941/42, 1949/50)[1]
- Vítěz základní části – 1x (1941/42)
- Vítěz divize – 3x (1939/40, 1941/42, 1949/50)

## Klubové rekordy
Góly: 136, Cliff Simpson
Asistence: 186, Les Douglas
Body: 302, Les Douglas
Trestné minuty: 325, Nels Podolsky
Sezon: 6, tři hráči
Odehrané zápasy: 319, Rod Morrison